# Comuna Vermeș, Caraș-Severin
Vermeș este o comună în județul Caraș-Severin, Banat, România, formată din satele Ersig, Izgar și Vermeș (reședința).

## Demografie
Componența etnică a comunei Vermeș
     Români (94,71%)
     Alte etnii (1,25%)
     Necunoscută (4,03%)
Componența confesională a comunei Vermeș
     Ortodocși (79,14%)
     Baptiști (7,51%)
     Greco-catolici (6,26%)
     Romano-catolici (2,36%)
     Alte religii (0,42%)
     Necunoscută (4,31%)
Conform recensământului efectuat în 2021, populația comunei Vermeș se ridică la 1.438 de locuitori, în scădere față de recensământul anterior din 2011, când fuseseră înregistrați 1.566 de locuitori. Majoritatea locuitorilor sunt români (94,71%), iar pentru 4,03% nu se cunoaște apartenența etnică. Din punct de vedere confesional, majoritatea locuitorilor sunt ortodocși (79,14%), cu minorități de baptiști (7,51%), greco-catolici (6,26%) și romano-catolici (2,36%), iar pentru 4,31% nu se cunoaște apartenența confesională.

## Politică și administrație
Comuna Vermeș este administrată de un primar și un consiliu local compus din 9 consilieri. Primarul, Ion-Iacob Damian[*], de la Partidul Social Democrat, este în funcție din 2008. Începând cu alegerile locale din 2024, consiliul local are următoarea componență pe partide politice:
|  | Partid                    | Consilieri | Componența Consiliului | Componența Consiliului | Componența Consiliului | Componența Consiliului | Componența Consiliului |
|  | ------------------------- | ---------- | ---------------------- | ---------------------- | ---------------------- | ---------------------- | ---------------------- |
|  | Partidul Social Democrat  | 5          |                        |                        |                        |                        |                        |
|  | Partidul Național Liberal | 4          |                        |                        |                        |                        |                        |

## Legături externe

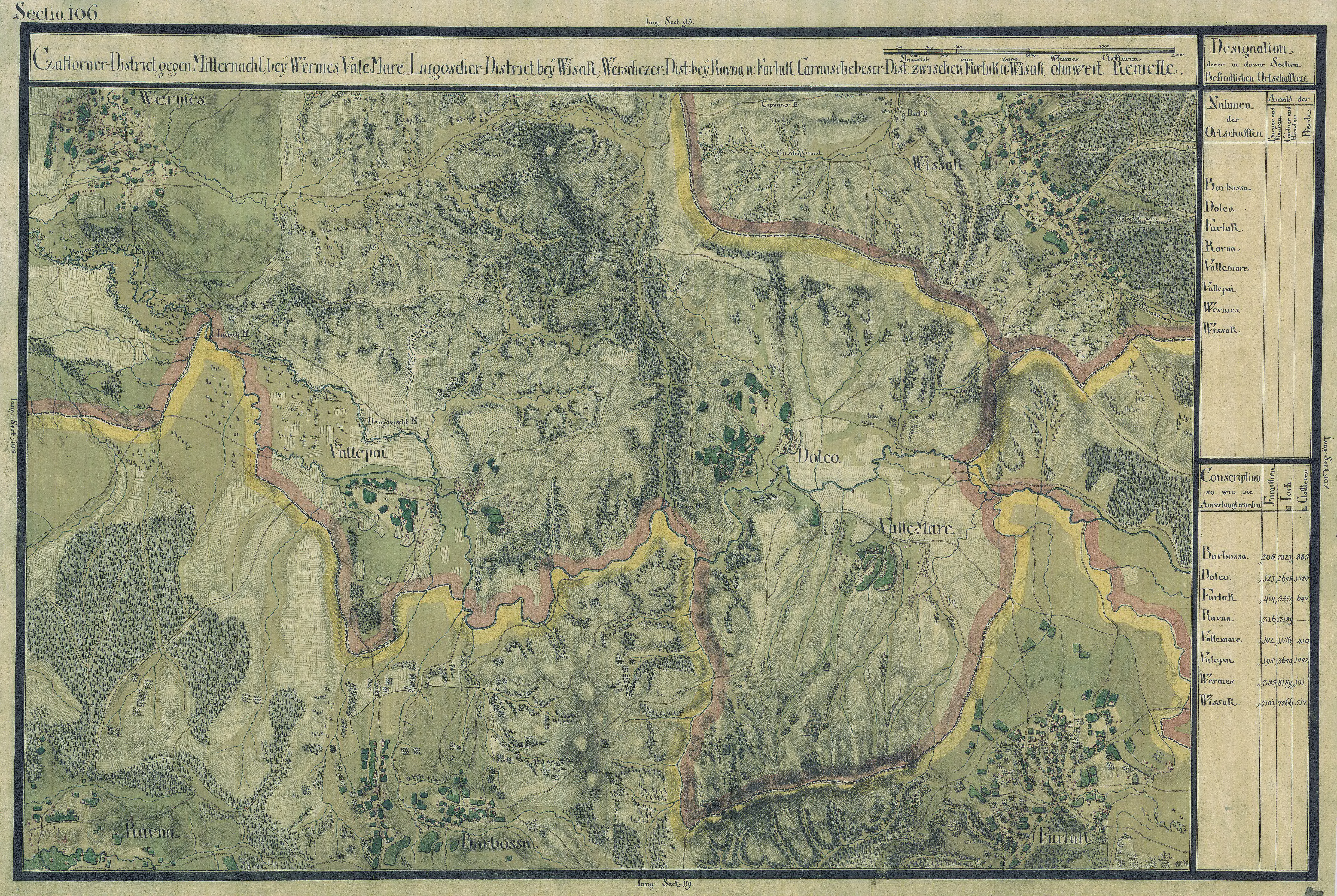
Vermeş în Harta Iosefină a Banatului, 1769-72

## Vezi și
- Biserica de lemn din Ersig